# فرانسیس دیویس
فرانسیس دیویس (انگلیسی: Francis Davis; ۳۰ اوت ۱۹۴۶ – ۱۴ آوریل ۲۰۲۵) نویسنده و روزنامه‌نگار اهل ایالات متحده آمریکا بود. وی یکی از سردبیران مجله آتلانتیک بود و همچنین برای ویلج ویس مقالاتی در نقد موسیقی جاز می‌نوشت. او سابقه فعالیت در رادیو و صنعت فیلم‌سازی را داشت و در دانشگاه پنسیلوانیا دروس جاز و بلوز تدریس کرد.

## زندگی شخصی و مرگ
دیویس در زمان تحصیل در تمپل، در فروشگاه محصولات موسیقی لیسنینگ بوت در محوطه دانشگاه پنسیلوانیا کار می‌کرد. در آنجا با تری گروس، همسر آینده‌اش، آشنا شد. این دو در سال ۱۹۹۴ ازدواج کردند.
در پاییز ۲۰۲۴، دیویس به دلیل ابتلا به آمفیزم و پارکینسون به آسایشگاه منتقل شد. او در ۱۴ آوریل ۲۰۲۵ در سن ۷۸ سالگی در خانه‌اش در فیلادلفیا درگذشت.